# José Luis de Vicente
José Luis de Vicente (Granada, 1973) és un periodista, gestor cultural i comissari especialitzat en cultura digital, art i tecnologia. Des de febrer de 2023 és director del Museu del Disseny de Barcelona. Ha dut a terme diversos programes d'investigació, com ara Visualitzar (Medialab Prado, Madrid). És comissari de Sónar+D, àrea d'innovació del festival Sónar (Barcelona), i és membre de l'equip de curadors de FutureEverything Festival (Manchester). Ha comissariat múltiples simposis i exposicions sobre art multimèdia, ciència i disseny: Máquinas y Almas (2008, Museo Reina Sofía), Arcadia i Habitar (2009, 2010, Laboral Centro de Arte), Invisible Fields (2011, Arts Santa Mònica), Playtime: Game Mythologies (2012, Maison d'Ailleurs) i «Big Bang Data» (2014-2017, CCCB, Barcelona). entre d'altres.